# 浅野哲夫
浅野 哲夫（あさの てつお、1949年9月20日 - ）は、日本の計算機科学者。専門は、アルゴリズム、計算幾何学。
北陸先端科学技術大学院大学元学長。博士（工学）（大阪大学）

## 概要
京都府福知山市出身。京都府立福知山高等学校卒業後、大阪大学基礎工学部に進学。昭和47年3月に大阪大学基礎工学部を卒業後、昭和49年3月に大阪大学大学院基礎工学研究科修士課程を修了し、昭和52年3月に大阪大学大学院基礎工学研究科博士課程修了。昭和54年4月に大阪電気通信大学工学部助教授を経て、昭和63年4月に同大学の教授に就任。平成9年4月には、北陸先端科学技術大学院大学情報科学研究科教授に就任し、平成11年4月から12年3月に同大学の学長補佐となる。平成22年4月から24年3月に同大学の大学院教育イニシアティブセンター長に就任。平成24年4月から26年3月まで同大学情報科学研究科長に就任し、平成26年4月から北陸先端科学技術大学院大学学長に就任。令和2年9月から金沢大学常勤監事に就任。

## 略歴
- 昭和43年3月　京都府立福知山高等学校卒業
- 昭和47年3月　大阪大学基礎工学部卒業
- 昭和49年3月　大阪大学大学院基礎工学研究科物理系専攻修士課程修了
- 昭和52年3月　大阪大学大学院基礎工学研究科物理系専攻博士課程修了
- 昭和52年4月　大阪電気通信大学工学部講師
- 昭和54年4月　大阪電気通信大学工学部助教授
- 昭和59年3月～60年3月　米国カリフォルニア大学バークレイ校客員研究員
- 昭和63年4月　大阪電気通信大学工学部教授
- 平成2年4月　大阪電気通信大学大学院工学研究科　修士課程　情報工学専攻 担当教授
- 平成4年4月　大阪電気通信大学大学院工学研究科　博士課程　情報工学専攻 専任教授
- 平成9年4月　北陸先端科学技術大学院大学情報科学研究科教授
- 平成11年4月　北陸先端科学技術大学院大学学長補佐（平成12年3月まで）
- 平成20年4月　北陸先端科学技術大学院大学学長補佐（平成22年3月まで）
- 平成22年4月　北陸先端科学技術大学院大学大学院教育イニシアティブセンター長（平成26年3月まで）
- 平成24年4月　北陸先端科学技術大学院大学情報科学研究科長（平成26年3月まで）
- 平成26年4月　北陸先端科学技術大学院大学学長（令和2年3月まで）
- 令和2年4月　一般社団法人JAIST支援機構理事長（令和2年8月まで）
- 令和2年9月　国立大学法人金沢大学監事（常勤）

出典：

## 所属学会
- 情報処理学会アルゴリズム研究会主査
- ACM学会フェロー
- IEEE
- SIAM
- 電子情報通信学会
- 日本応用数理学会
- 日本オペレーションズリサーチ学会

## 研究業績
- 1994年4月～1996年3月 情報処理学会アルゴリズム研究会主査
- 「離散アルゴリズムと計算幾何学の発展に対する貢献」

出典：

## 受賞歴
- 2001年 ACM学会フェロー